# اتین-گاسپار روبر
اتین-گاسپار روبر (فرانسوی: Étienne-Gaspard Robert‎؛ زاده ۱۵ ژوئن ۱۷۶۳ - درگذشته ۲ ژوئیهٔ ۱۸۳۷) یک فیزیک‌دان اهل بلژیک بود.

## نگارخانه

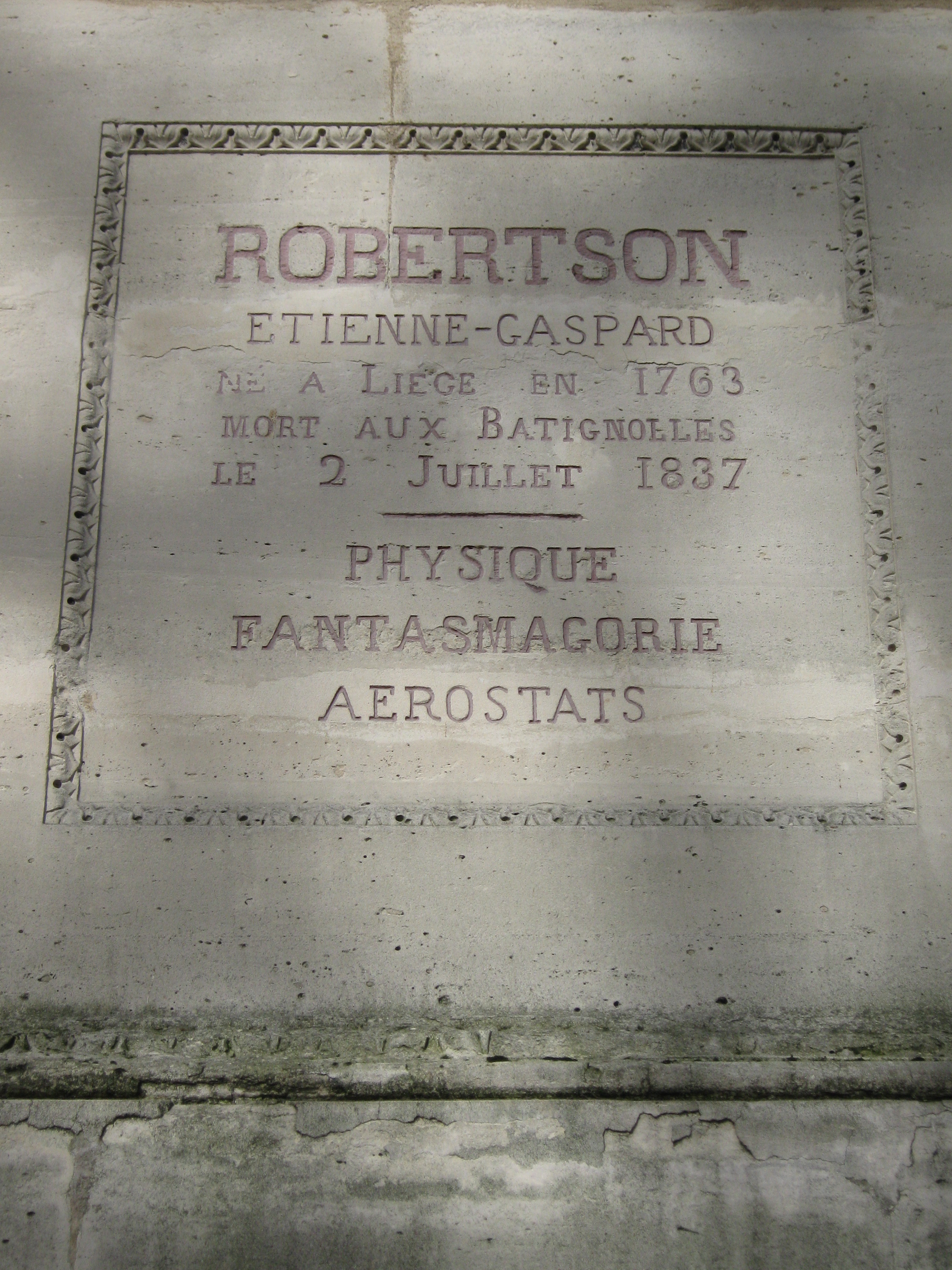
Robertson Gravesite, Paris, France
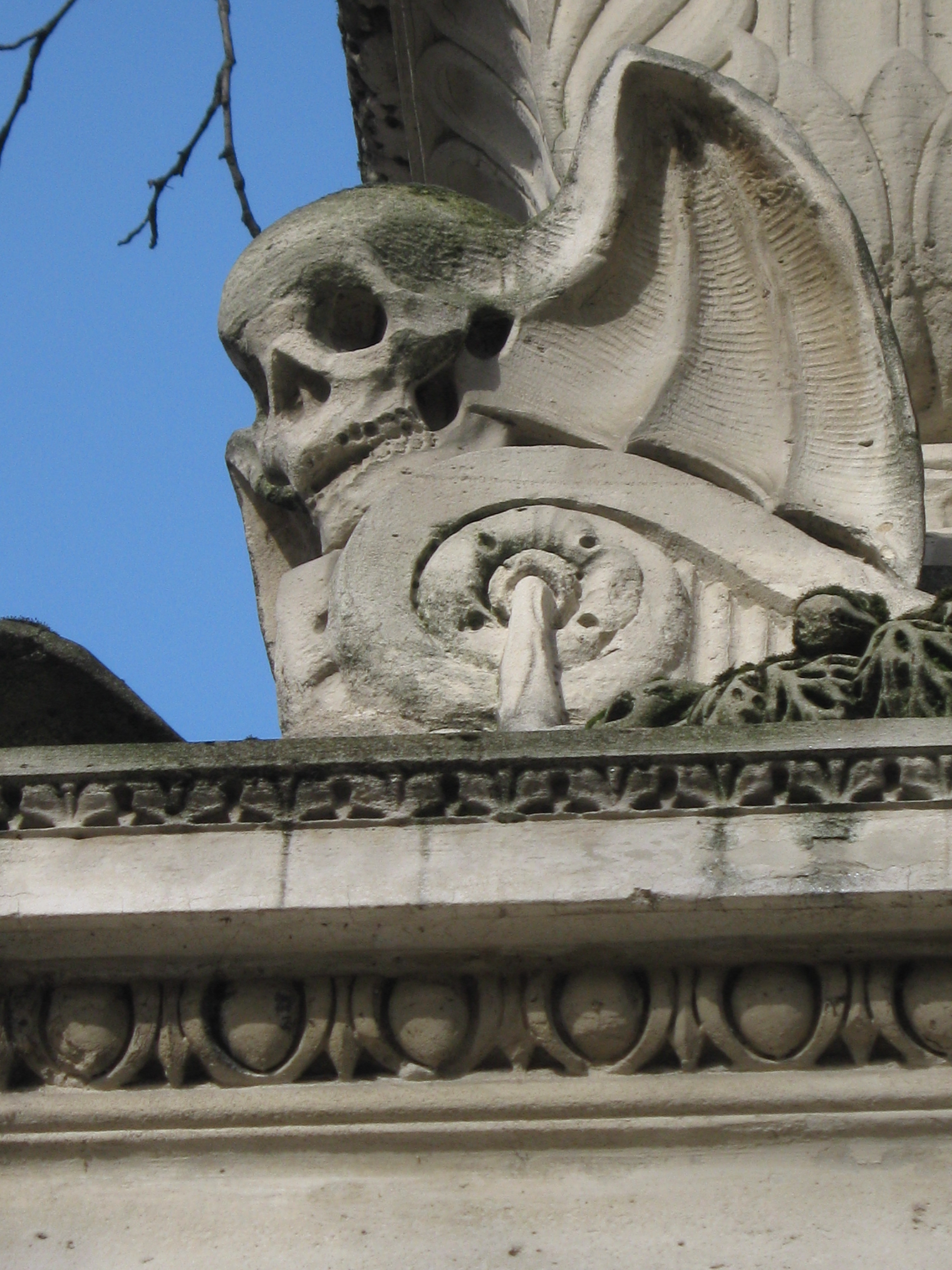
Detail of Robertson gravesite
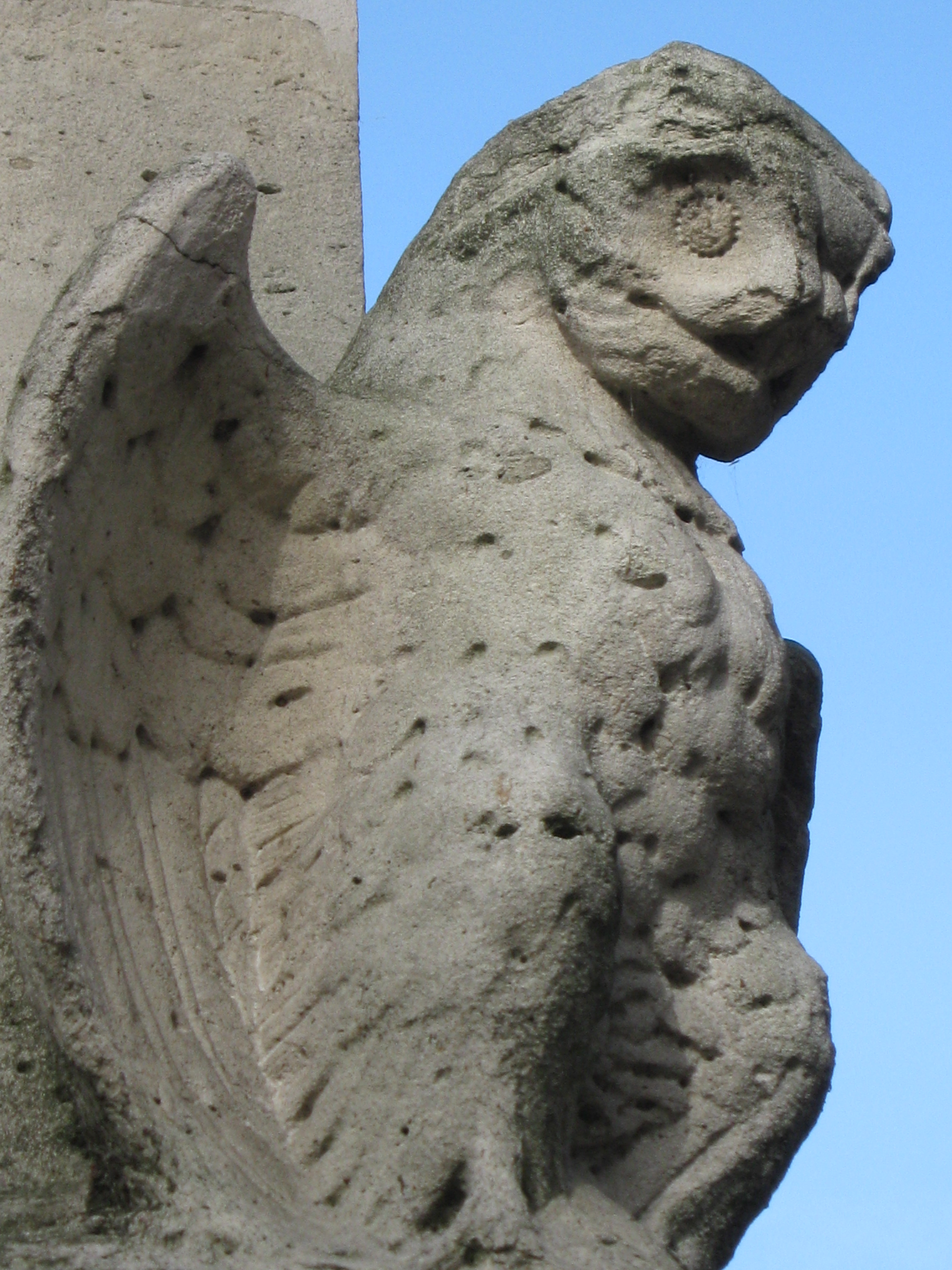
Detail of Robertson gravesite
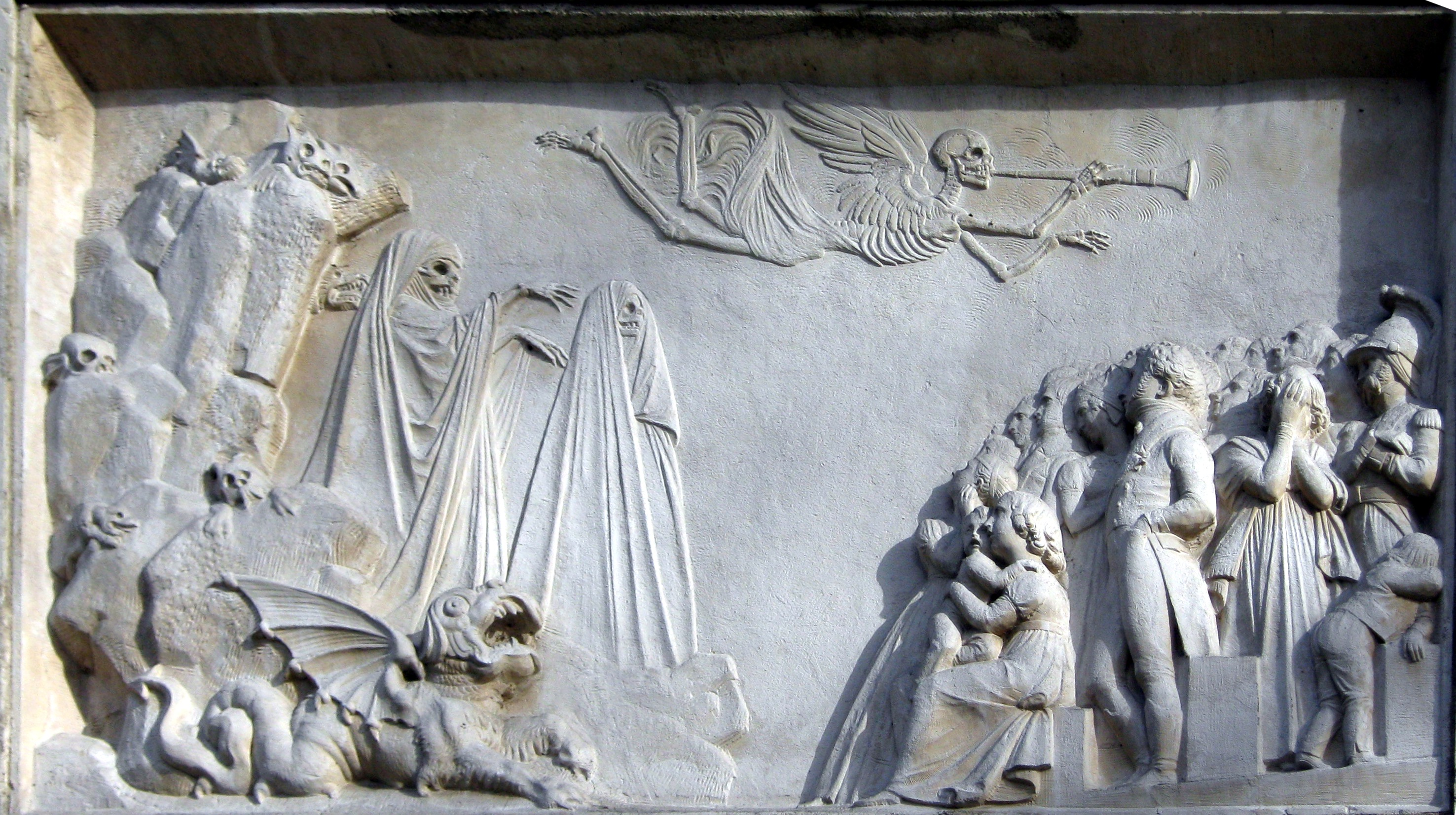
Detail of Robertson gravesite